# Vacov
Vacov är en ort i Tjeckien.   Den ligger i regionen Södra Böhmen, i den sydvästra delen av landet, 120 km söder om huvudstaden Prag. Vacov ligger 731 meter över havet och antalet invånare är 1 372.
Terrängen runt Vacov är huvudsakligen kuperad, men den allra närmaste omgivningen är platt.Runt Vacov är det ganska tätbefolkat, med 104 invånare per kvadratkilometer. Närmaste större samhälle är Vimperk, 9,5 km söder om Vacov. I omgivningarna runt Vacov växer i huvudsak blandskog.